# Reginald
Reginald – imię męskie pochodzenia germańskiego. Wywodzi się ze słów oznaczających „ten, który panuje ze zrządzenia losu”. W XVI wieku wystąpiły formy Rejnold, Reinhold, Ronald.  Innymi wariantami są imiona Rajnhold, Rajnold, Ronnie.
W języku łacińskim występuje jako Reginaldus, Rainaldus, Rinaldus.
Reginald pozostaje w Polsce imieniem rzadkim. W styczniu 2024 w rejestrze PESEL odnotowano 91 mężczyzn o imieniu Reginald nadanym jako pierwsze i 72 mężczyzn z imieniem nadanym jako drugie imię.
Reginald imieniny obchodzi: 1 lutego, 12 lutego, 18 sierpnia, 13 października.

## Osoby o imieniu Reginald
- Reginald Arvizu – amerykański gitarzysta basowy, członek grupy Korn
- Reginald de Dunstanville – hrabia Kornwalii
- Reginald Noble – amerykański raper
- Ronald Koeman – holenderski piłkarz
- Ronaldinho (Ronaldo de Assís Moreira) – brazylijski piłkarz
- Ronaldo (Ronaldo Luís Nazário de Lima) – brazylijski piłkarz
- Reginald Owen – brytyjski aktor
- Ronnie O’Sullivan – angielski snookerzysta
- Ronald Petrovický – słowacki hokeista
- Reginald Pole – kardynał, ostatni rzymskokatolicki arcybiskup Canterbury
- Ronald Reagan – amerykański aktor, 40. prezydent USA
- Reinhold Sadler – 9. gubernator stanu Nevada w USA
- Reinhold Messner – włoski himalaista i podróżnik
- Ron Weasley, Ronald Weasley – jeden z głównych bohaterów cyklu Harry Potter, przyjaciel Harry’ego Pottera
- Reginald Cattermole – postać z książki Harry Potter i Insygnia Śmierci, pracownik Ministerstwa Magii
- John Ronald Reuel Tolkien – angielski filolog i pisarz, autor trylogii Władca Pierścieni
- Ronnie James Dio (Ronald James Padavona) – amerykański wokalista metalowy
- Renald I – hrabia Geldrii
- Renald II – książę Geldrii
- Renald III – książę Geldrii
- Renald – książę Geldrii i Jülich